# Amphilophus alfari
Amphilophus alfari és una espècie de peix de la família dels cíclids i de l'ordre dels perciformes.

## Morfologia
Els mascles poden assolir els 15 cm de longitud total.

## Distribució geogràfica
Es troba a l'Amèrica Central: des del riu Patuca (Hondures) fins a Costa Rica.